# Gitta Alpár
Gitta Alpár (Budapest, 5 febbraio 1903 – Los Angeles, 17 febbraio 1991) è stata una cantante, attrice e soprano ungherese.

## Biografia
Nata in Ungheria, Gitta Alpár è stata un soprano lirico e di operetta. Nel 1935 si trovò con il matrimonio annullato perché, nella Germania nazista, veniva dichiarato illegale un matrimonio con un ebreo. Alpar apparve nella lista "nera" di Hitler, insieme a Chaplin e ad altri, inserita nelle pagine del libro antisemita "Juden sehen Dich an" di Johann von Leers.
La cantante dovette lasciare la Germania nel 1933, prima andando in Austria (dove girò il film Ball im Savoy e poi in Ungheria e in Gran Bretagna. Continuò la sua carriera di cantante e di attrice cinematografica negli Stati Uniti dove si stabilì. È morta a Los Angeles nel 1991.

## Filmografia
- Koloraturen, regia di Oskar Fischinger - solo voce (1932)
- Gitta entdeckt ihr Herz  (1932)
- Die - oder keine , regia di Carl Froelich (1932)
- Ball im Savoy, regia di Steve Sekely (1934)
- I Give My Heart, regia di Marcel Varnel (1935)
- Le disque 413, regia di Richard Pottier (1935)
- Guilty Melody, regia di Richard Pottier (1936)
- Everything in Life, regia di J.Elder Wills (1936)
- L'ammaliatrice (The Flame of New Orleans), regia di René Clair (1941)